# WCW Main Event
Cet article concerne l'émission de catch. Pour le jeu vidéo, voir WCW: The Main Event.
WCW Main Event était de 1988 à 1995, le programme télévisé secondaire de la World Championship Wrestling. Il était diffusé le dimanche soir sur TBS aux États-Unis. Le show était à l'origine diffusé en 1988 sous le nom NWA Main Event. Il était créé peu de temps après que Ted Turner ait racheté la Jim Crockett Promotions de Jim Crockett, Jr..

## Histoire
Le NWA World Championship Wrestling de Jim Crockett Promotions, tout comme son prédécesseur (la Georgia Championship Wrestling), était la vitrine de la chaîne TBS pour près de 30 ans. Dans les années 1970 et 80, ces deux programmes avaient comme complément une édition dominicale appelée World Championship Wrestling: Sunday Edition. Les éditions du dimanche étaient surtout présentées dans un format de magazine, avec des interviews de catcheurs et autre montage de programmes de la GCW et JCP. Quelques années plus tard, les diffusions de l'édition du dimanche devenaient de moins en moins fréquentes, en partie à cause de la couverture de TBS sur les Braves d'Atlanta et les Hawks d'Atlanta.
Début 1988, Ted Turner proposait à Jim Crockett, Jr. de créer un nouveau show le dimanche soir avec des matchs de calibres d'un "main-event". En 1988, NWA Main Event faisait son début. La première édition voyait Ric Flair défendre son NWA World Heavyweight Championship contre Sting. Le show était un succès au niveau des audiences. À la suite de nombreuses pertes, Crockett était obligé de vendre la JCP en novembre 1988 à Turner, qui renommait la fédération World Championship Wrestling.

## The WCW gauntlet
En 1989, Turner ajoutait un autre show le samedi matin appelé NWA Power Hour. Avec trois shows de catch sur TBS, WCW décidait de créer une spéciale appelée "Running the Gauntlet", qui voyait un catcheur sélectionné participer aux trois représentations sur TBS, avec l'objectif de gagner ses trois matchs (des matchs simple et par équipe). N'importe lequel catcheur qui réussissait le gauntlet remportait 10 000 $. Si un catcheur échouait à remporter un de ses matchs, son adversaire (dans le cas d'une défaite ou match nul) prenait les 10 000 $. Le concept du Gauntlet était cependant abandonné en 1990/91. Seulement deux catcheurs(Scott Steiner et Rick Steiner) ont réussi le gauntlet.

## Pre-PPV shows
Dans les années 1990, WCW Main Event était utilisé comme une représentation en direct juste avant les pay-per-views de la WCW. Ces éditions spéciales étaient utilisées non seulement pour promouvoir le pay-per-view, mais aussi pour avoir des matchs spéciaux (ce qui à n'importe quel époque serait considéré comme des dark matchs) avant le pay-per-view. Peu d'épisodes de WCW Main Event ont cependant été diffusées en direct dans un environnement extérieur: les éditions avant WCW Road Wild (à Sturgis, Dakota du Sud) et l'édition avant le Bash at the Beach 1995 (à Huntington Beach, Californie).

## Dernières années et la fin
En septembre 1996, TBS déplaçait WCW Main Event aux samedis matins et WCW Pro aux dimanches après-midis. Aux alentours de 1997, WCW Main Event devenait un show de récapitulation avec quelques matchs "exclusifs". En 1998, le show était arrêté.